# Auctoritas principis
L’auctoritas principis est, dans la Rome antique, une « autorité » (cette traduction du terme latin reste en effet « pauvre ») conférée à l'empereur romain en raison de son titre de princeps (« premier » citoyen de Rome).

## Les précédents républicains
La notion d’auctoritas trouve son origine à l'époque républicaine. En vertu de l’auctoritas patrum, le Sénat a le pouvoir de confirmation des lois sous la République.
Une source essentielle de la notion se trouve dans le portrait que fait Cicéron du princeps rei publicae dans le De Republica : ses vertus exceptionnelles fondent son auctoritas. « Chez Cicéron comme dans les Res Gestae, l’auctoritas du princeps repose sur une supériorité morale presque surnaturelle. Mais elle est elle-même d'essence politique et non morale. »

## Le régime impérial

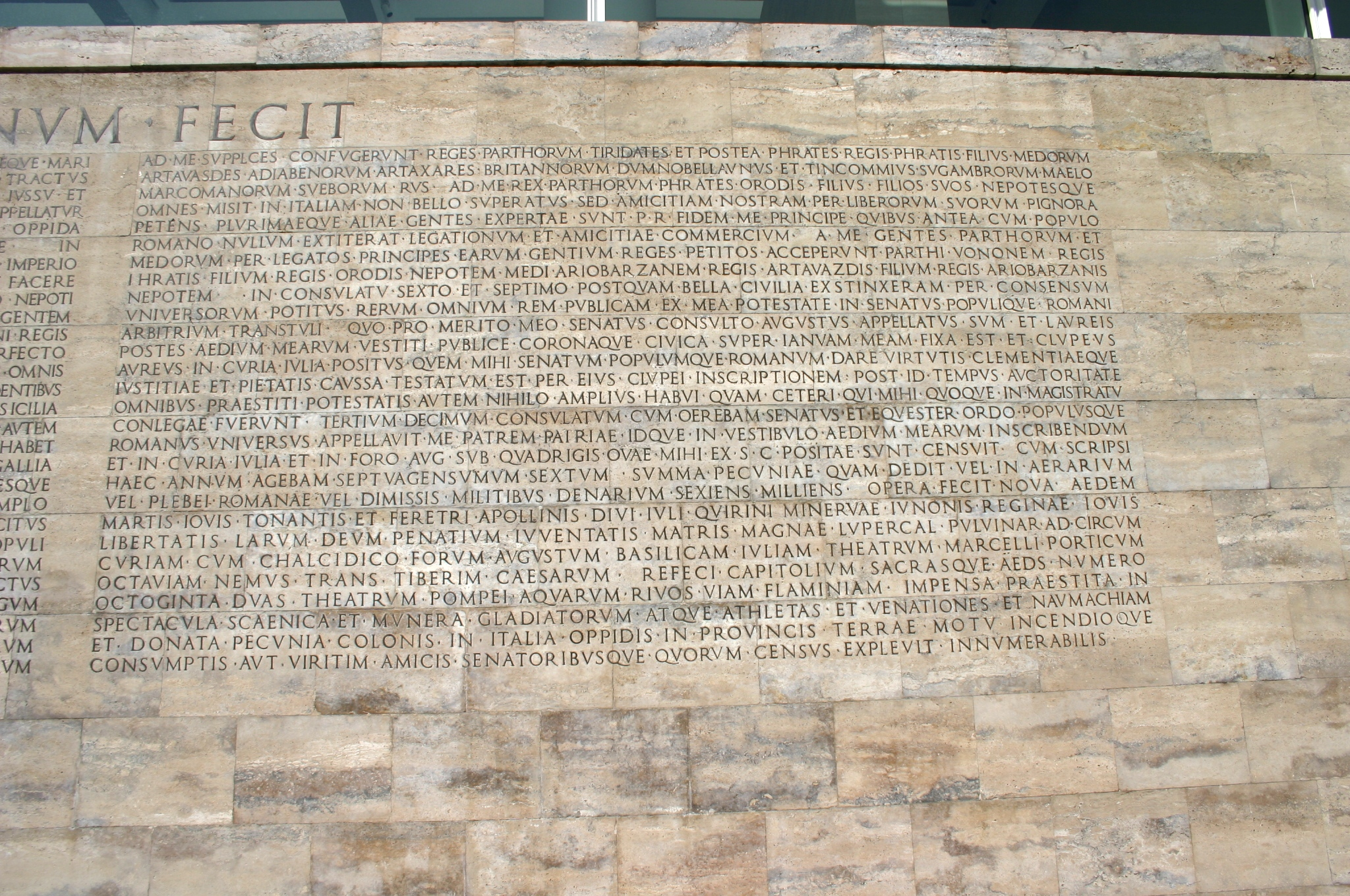
Le passage du chap. 34 des Res gestae sur la reconstitution moderne de l'inscription, gravée sur la base du musée de l’ara Pacis à Rome.

L’auctoritas principis complète l’imperium et la potestas qui représentent son pouvoir judiciaire, militaire et administratif.
Auguste proclame l'importance de cette notion au fondement de son pouvoir dans le chapitre 34 de ses Res gestae : Post id tempus auctoritate omnibus praestiti, potestatis autem nihilo amplius habui quam ceteri qui mihi quoque in magistratu conlegae fuerunt (« À partir de ce moment, je l'ai emporté sur tous par l’auctoritas ; en revanche, je n'ai aucunement eu plus de potestas que tous ceux qui ont été mes collègues dans chaque magistrature »). Au début du chapitre 34, il a rappelé que le titre d’Augustus  lui a été décerné par le Sénat, en même temps qu'un certain nombre d'honneurs exceptionnels, en raison de ses mérites (pro merito meo) ; comme chez Cicéron, l’auctoritas est liée aux vertus et au mérite. De plus, auctoritas et augustus sont liés étymologiquement ; l’auctoritas appartient donc naturellement à celui qui est reconnu comme Augustus.
Progressivement, l’auctoritas principis va devenir la source d'un pouvoir législatif entre les mains de l'empereur. Au départ, les avis d'Auguste (quod principi placuit) n'avaient que le poids que leur donnait sa place éminente dans l'ordre nouveau, sans force juridique obligatoire. Dès 13 ap. J.-C., un sénatus-consulte, dont Dion Cassius a conservé le souvenir, décida qu'une résolution de l'empereur, délibérée dans le cadre de son conseil, aurait la même valeur que si le Sénat tout entier l'avait adoptée. Et Dion Cassius ajoute que, dès lors que lui fut reconnu ce pouvoir, qu'il détenait auparavant seulement en fait (τῷ ἔργῳ), il traita de cette façon la plupart des affaires de l'État. Ce pouvoir fut ensuite renouvelé pour chaque empereur dans sa loi d'investiture (lex de imperio), comme en témoigne une disposition de la lex de imperio Vespasiani (CIL, VI, 930). Cette disposition, appelée par les commentateurs « clause discrétionnaire », est la source de la force juridique des constitutions impériales.

## Moyen Âge
Innocent III soutient l'idée que le pape détient seul l'entière souveraineté (l’auctoritas des Romains). Les princes ne possèdent que la potestas, c'est-à-dire la puissance politique qui leur est donnée directement par Dieu.